# Hamdan International Photography Award
Hamdan International Photography Award (HIPA) — международный конкурс фотографии, основанный в 2011 году под патронажем наследного принца Дубая Шейха Хамдана бин Мохаммеда бин Рашида Аль Мактума. Годовой призовой фонд около 400 тысяч долларов США — крупнейший в мире среди фотографических конкурсов

. Конкурс открыт для участия и профессионалам, и любителям. В первом сезоне конкурса участвовали 5,6 тысяч фотографов из 99 стран, во втором (2012—2013 годы) — 19 тысяч человек из 121 страны и количество участников ежегодно растет.

## Причина создания
Фотография — одно из увлечений (thenational.ae) шейха Хамдана Аль Мактума, его работы можно увидеть в выпущенной книге к 40-летию создания федерации ОАЭ, 40 Inspirationals of the Union Spirit, (PDF) стр. 8-12. Сам же принц, высказываясь о премии, проводит параллель между двумя своими увлечениями — поэзией и фотографией, называя фотографию тем видом искусства, которое дает возможность зрителю пережить историю за пределами фотографии, стоя на одном месте и называет фотохудожников лучиком надежды, который освещает человечеству путь к светлому будущему своим творчеством и виденьем.
Совмещая цели стратегии развития Дубай 2015 (Dubai Strategic Plan 2015 (PDF) стр. 21-22) и своё увлечение фотографией, шейх Хамдан Аль Мактум решил принести пользу своей стране и мировому сообществу в целом, сделать свой вклад в развитие мировой культуры и продолжить это развитие учредив международную премию HIPA (Hamdan International Photography Award) поощряя научно-исследовательские работы и лекции в этой сфере.

## Цели премии
Основные цели премии:
- знакомство, обмен опытом, профессиональными навыками и концептуальными решениями заявленной тематики;
- привлечение внимания к этому виду искусства, повышение профессионального уровня, открытие новых инструментов, плоскостей и пространств для творчества и самореализации;
- создать самобытную среду, в которой будут взаимодействовать все составляющие части этого вида искусства, от базы лучших мировых фотографов и съемочных площадок, до инновационных разработок и лекций;
- открытия года — новых и молодых талантов
- а также сделать Дубай одним из ведущих городов мира в области искусства.

## Международное сотрудничество/выставки/лекции
Для реализации своих целей HIPA постоянно ведет активную работу по установлению международных контактов.
Принимает участие с работами участников премии в крупнейших международных выставках посвященных фотографии и технологиям, проводит семинары в рамках выставок.
Сотрудничает с гос. организациями и институтами – подписано соглашение о сотрудничестве с Indian Institute of Photography- самым инновационным институтом в Азии; в посольства 60 стран разосланы экземпляры книг победителей премии. 20 экземпляров книг получило Канадское посольство для распределения среди библиотек в соответствующих учебных заведениях.
Расширяет круг участников – организовывает международные выставки работ участников. 
Регулярно проводит международные мастер классы.
Ведет благотворительную деятельность, проводит благотворительные выставки.

## Категории премии
| 2014/2015 сезон                                                                                | 2013/2014 сезон                                                                                | 2012/2013 сезон                                                                                | 2011/2012 сезон                               |
| ---------------------------------------------------------------------------------------------- | ---------------------------------------------------------------------------------------------- | ---------------------------------------------------------------------------------------------- | --------------------------------------------- |
| Жизнь в цвете / Life in colour                                                                 | Создание будущего / Creating the future                                                        | Красота света / Beauty of Light                                                                | Любовь к земле / Love of the Homeland (Earth) |
| Общая / General                                                                                | Общая / General                                                                                | Общая / General                                                                                | Общая / General                               |
| Ночная фотография / Night Photography                                                          | Черное и белое / Black & White                                                                 | Черное и белое / Black & White                                                                 |                                               |
| Лица / Faces                                                                                   | Уличная жизнь / Street Life                                                                    | Эмираты / Emirates                                                                             | Дубай / Dubai                                 |
| Заслуженный мастер фотографии / Photography Appreciation Award (Personal, Group or Team Award) | Заслуженный мастер фотографии / Photography Appreciation Award (Personal, Group or Team Award) | Заслуженный мастер фотографии / Photography Appreciation Award (Personal, Group or Team Award) |                                               |
| Научное/Репортажное фото / Photographic Research/Report Award                                  | Научное/Репортажное фото / Photographic Research/Report Award                                  | Научное/Репортажное фото / Photographic Research/Report Award                                  |                                               |

## Победители прошлых сезонов
| Категория                                                      | 2011/2012 сезон     | 2012/2013 сезон               | 2013/2014 сезон               | 2014/2015 сезон |
| -------------------------------------------------------------- | ------------------- | ----------------------------- | ----------------------------- | --------------- |
| Любовь к земле/Love of the earth                               |                     |                               |                               |                 |
| Главный приз                                                   | Pierre Gable        |                               |                               |                 |
| 1-й международный приз                                         | Armin Hari          |                               |                               |                 |
| 1-й ОАЭ национальный приз                                      | Mohamed Al Hashmi   |                               |                               |                 |
| 2-й международный приз                                         | David Greyo         |                               |                               |                 |
| 2-й ОАЭ национальный приз                                      | Ahmed Al Ali        |                               |                               |                 |
| 3-й международный приз                                         | Ayman Rashed        |                               |                               |                 |
| 3-й ОАЭ национальный приз                                      | Murshed Al Mheiri   |                               |                               |                 |
| Общая/General                                                  |                     |                               |                               |                 |
| 1-й международный приз                                         | Zulkifli Zhu Qincay | Klaus-Peter Seizer            | Vladimir Proshin              |                 |
| 1-й ОАЭ национальный приз                                      | Afra Bin Dhaher     | Abdul Rab Sawad               | n/a                           |                 |
| 2-й международный приз                                         | Oscar Cejas         | Boris Zulj                    | Muhammad Alamsyah Rauf        |                 |
| 2-й ОАЭ национальный приз                                      | Mansoor Al Mannaee  | Mansour Al Mannai             | Sulaiman Ahmed Eid al Hammadi |                 |
| 3-й международный приз                                         | Fakrul Islam        | Gaungfei Ji                   | Muhamad Saleh bin Dollah      |                 |
| 3-й ОАЭ национальный приз                                      | Mohammed Al Jaberi  | Mohamed Alsuwaidi             | Saeed Abdalla                 |                 |
| Дубай / Dubai                                                  |                     |                               |                               |                 |
| 1-й международный приз                                         | Amri Arfianto       |                               |                               |                 |
| 2-й международный приз                                         | Mohamed Al Sultan   |                               |                               |                 |
| 3-й международный приз                                         | Thomas Hegenbart    |                               |                               |                 |
| Красота света / Beaty of Lite                                  |                     |                               |                               |                 |
| Главный приз                                                   |                     | Osama Al Zubidi               |                               |                 |
| 1-й международный приз                                         |                     | Jingsheng Nie                 |                               |                 |
| 1-й ОАЭ национальный приз                                      |                     | Abdulaziz Binali              |                               |                 |
| 2-й международный приз                                         |                     | Oscar Bjarnason               |                               |                 |
| 2-й ОАЭ национальный приз                                      |                     | Omar Alzaabi                  |                               |                 |
| 3-й международный приз                                         |                     | Xiaoping Ling                 |                               |                 |
| 3-й ОАЭ национальный приз                                      |                     | Allaa Almuttawa               |                               |                 |
| Черное и белое / Black and white                               |                     |                               |                               |                 |
| 1-й международный приз                                         |                     | Chan Kwok Hung                | Yanan Li                      |                 |
| 2-й международный приз                                         |                     | Edwin Djuanda                 | Edmondo Senatore              |                 |
| 3-й международный приз                                         |                     | Le Duy Hoang                  | Wong Ngal                     |                 |
| Эмираты / Emirates                                             |                     |                               |                               |                 |
| 1-й международный приз                                         |                     | Helmut Wachtarczyk            |                               |                 |
| 2-й международный приз                                         |                     | Michel Zoghzoghi              |                               |                 |
| 3-й международный приз                                         |                     | Adeeb Alani                   |                               |                 |
| Создаем будущее / Creating the Future                          |                     |                               |                               |                 |
| Главный приз                                                   |                     |                               | Fuyang Zhou                   |                 |
| 1-й международный приз                                         |                     |                               | Ali al Zaidi                  |                 |
| 1-й ОАЭ национальный приз                                      |                     |                               | n/a                           |                 |
| 2-й международный приз                                         |                     |                               | Gao Lianhul                   |                 |
| 2-й ОАЭ национальный приз                                      |                     |                               | n/a                           |                 |
| 3-й международный приз                                         |                     |                               | Hannelore Schnelder           |                 |
| 3-й ОАЭ национальный приз                                      |                     |                               | Omran Abdelrahman al Ansari   |                 |
| 3-й ОАЭ национальный приз (repeated)                           |                     |                               | Mansoor Mohammad al Mansoori  |                 |
| Уличная жизнь / Street Life                                    |                     |                               |                               |                 |
| 1-й международный приз                                         |                     |                               | n/a                           |                 |
| 2-й международный приз                                         |                     |                               | Jianhua Lin                   |                 |
| 2-й международный приз (repeated)                              |                     |                               | Jianhul Liao                  |                 |
| 3-й международный приз                                         |                     |                               | Santiago Daniel Bafion Irujo  |                 |
| Узкоспециализированные награды                                 |                     |                               |                               |                 |
| Заслуженный мастер фотографии / Photography Appreciation Award |                     | Reza Deghati, Waleed Qaddoura | Steve McCurry                 |                 |
| Научное/Репортажное фото / Photographic Research/Report Award  |                     | Georges Lenzi                 | Ren Ng                        |                 |

## Условия участия
HIPA — премия, которая обращена ко всем фотолюбителям независимо от возраста, профессионального образования и знаменитости, этнической или религиозной принадлежности, принять участие в ней может каждый.
Основные требования к претендентам:
- принимать участие могут лица старше 18 лет;
- работы подаются через онлайн регистрацию;
- подавать работы можно ежегодно, не более чем по одной работе для каждой категории;
- крайний срок подачи — полночь 31 декабря по текущему времени в Дубае.